# Verwaltungsgemeinschaft Ebrach
Die Verwaltungsgemeinschaft Ebrach im oberfränkischen Landkreis Bamberg besteht aus folgenden Gemeinden:
1. Burgwindheim, Markt, 1266 Einwohner, 37,38 km²
2. Ebrach, Markt, 1845 Einwohner, 32,26 km²

Der Sitz der Verwaltungsgemeinschaft ist in Ebrach, Vorsitzender ist der Bürgermeister des Marktes Burgwindheim, Johannes Polenz. Alle Teile zählen zur Metropolregion Nürnberg.